# Martin Tenk
Martin Tenk (* 8. Februar 1972 in Ostrava) ist ein ehemaliger tschechischer Sportschütze.

## Erfolge
Martin Tenk nahm an vier Olympischen Spielen teil. 1996 belegte er in Atlanta mit der Luftpistole den 23. Platz und mit der Freien Pistole den siebten Platz. Bei den Spielen 2000 in Sydney qualifizierte er sich mit der Freien Pistole mit 566 Punkten für das Finale, in dem er weitere 96,5 Punkte erzielte. Mit einer Gesamtpunktzahl von 662,5 Punkten wurde er hinter Tanju Kirjakow und Ihar Bassinski Dritter, sodass er die Bronzemedaille gewann. Die Konkurrenz mit der Luftpistole schloss er auf dem elften Rang ab. Vier Jahre darauf verpasste er mit der Freien Pistole als Neunter einen erneuten Finaleinzug, mit der Luftpistole reichte es mit Rang 20 abermals nicht für das Finale. Die Olympischen Spiele 2008 in Peking schloss er mit der Freien Pistole auf dem 36. Platz ab. 2002 in Lahti wurde Tenk hinter Tan Zongliang mit der Freien Pistole Vizeweltmeister in der Einzelwertung. Mit der Freien Pistole sicherte er sich zudem 1999 in Bordeaux den Europameistertitel.
Er ist verheiratet und hat zwei Kinder.